# Radiotelefonia
A radiotelefonia ou telefonia sem fios (TSF) é um sistema de comunicação telefônica sem fio que utiliza ondas radioelétricas (radiofrequência) para a radiotransmissão e radiorrecepção de voz ou dados.